# Roderick MacKinnon
Roderick MacKinnon (Burlington, 19 de febrero de 1956) es un médico y bioquímico y profesor universitario galardonado con el Premio Nobel de Química en 2003.

## Biografía
Estudió bioquímica en la Universidad de Brandeis, donde se graduó en 1978, y posteriormente amplió sus estudios en medicina en la Universidad Tufts.
Actualmente es profesor de Neurobiología Molecular y Biofísica de la Universidad Rockefeller, así como investigador del Instituto Médico Howard Hughes.

## Investigaciones científicas
Inició sus investigaciones alrededor de las toxinas en la estructura en canal del potasio. Durante la década de 1990 la arquitectura molecular detallada de los canales y de los medios exactos por los cuales transportan los iones seguían siendo especulativos. En 1998, a pesar de las trabas científicas en el estudio estructural de las proteínas integrales de la membrana celular que habían frustrado la mayoría de las tentativas, MacKinnon y sus colegas de la Universidad de Cornell consiguieron abrir la arquitectura de un canal de potasio desde una bacteria gracias a la cristalografía de rayos X.
En 2003 fue galardonado con el Premio Nobel de Química junto con Peter Agre. Ambos científicos fueron premiados por los descubrimientos referentes a los canales en membranas celulares, si bien MacKinnon por los estudios estructurales y mecánicos de los canales iónicos y Agre lo fue especialmente por el descubrimiento del método del "canal de agua".